# Vítězslav Jandák
Vítězslav Jandák (* 3. srpna 1947 Praha) je český filmový a divadelní herec a také politik, v letech 2005 až 2006 ministr kultury ČR ve vládě Jiřího Paroubka, v letech 2006 až 2017 poslanec Poslanecké sněmovny PČR a v letech 2017 až 2023 člen Rady Českého rozhlasu.

## Profesní a osobní život
Po maturitě na SVVŠ Budějovická roce 1965 začal studovat herectví na JAMU v Brně, po roce však přešel na DAMU v Praze (obor herectví), kde v roce 1970 absolvoval. Působil jako filmový a divadelní herec, v letech 1970–1977 byl angažován v Divadle Na zábradlí, pak v letech 1977–1992 ve Filmovém studiu Barrandov). V letech 1986–1988 spolupracoval s Národním divadlem. V letech 1998 až 2005 byl prezidentem Mezinárodního festivalu filmů pro děti a mládež ve Zlíně. Na Dvojce Českého rozhlasu moderuje společně s Tomášem Töpferem zábavný pořad U Kalicha.
Je ženatý, s manželkou Zdenou, rozenou Veselou, má dvě děti. S již zesnulou herečkou Libuší Geprtovou má syna Svatopluka.

## Politické působení
Politice se začal věnovat po listopadu 1989. Mezi lety 1990 a 1992 byl členem Zastupitelstva hlavního města Prahy a následně i radním pro kulturu (1993–1994). Postupně byl členem politických stran Republikánská unie, KDU-ČSL a ODS.
Od 18. srpna 2005 do září 2006 působil jako nestraník na postu ministra kultury ve vládě Jiřího Paroubka. Již v listopadu 2005 ho průzkum agentury STEM označil za nejpopulárnějšího českého politika. Důvěřovalo mu 64 % respondentů. Následně byl ve volbách v roce 2006 zvolen do Poslanecké sněmovny jako nestraník za Českou stranu sociálně demokratickou (volební obvod Jihočeský kraj, byl lídrem kandidátky sociální demokracie v tomto kraji). Působil jako místopředseda sněmovního výboru pro vědu, vzdělání, kulturu, mládež a tělovýchovu. Poslanecký mandát obhájil i ve volbách v roce 2010 a volbách v roce 2013, už jako člen ČSSD. Působil jako člen výboru pro vědu, vzdělání, kulturu, mládež a tělovýchovu a místopředseda volebního výboru. Jandákovou asistentkou byla Berill Mascheková, bývalá tisková mluvčí Středočeského kraje, která se podle policie podílela na projektu Tojecool.cz.
V březnu 2017 se rozhodl kandidovat do Rady Českého rozhlasu. Při veřejném slyšení před mediálním výborem Poslanecké sněmovny PČR mimo jiné prohlásil, že se rozhodl vystoupit z politiky a v případě svého zvolení by byl ochoten se vzdát poslaneckého mandátu ještě před volbami v říjnu 2017. Dne 7. června 2017 jej poslanci do rady zvolili, a to s účinností od 9. června 2017. Ve Sněmovně jej nahradil Václav Valhoda, sám Jandák pozastavil své členství v ČSSD a podle svého vyjádření z května 2020 už členství ani obnovovat nehodlá. Mandát člena Rady Českého rozhlasu zastával až do června 2023.
Ve volbách do Senátu PČR v roce 2020 kandidoval jako nestraník za hnutí ANO v obvodu č. 15 – Pelhřimov. Se ziskem 12,09 % hlasů skončil na 4. místě a do druhého kola nepostoupil.

## Filmografie
Kromě níže uvedených filmů hrál i v televizních seriálech Arabela (1979), Velké sedlo (1985), Arabela se vrací (1993) a Černí baroni (2003).
- Metráček (1971)
- Rodeo (1972)
- Tři oříšky pro Popelku (1973)
- Údolí krásných žab (1973)
- Dva muži hlásí příchod (1975)
- Dým bramborové natě (1976)
- Operace "Daybreak" (1976)
- Osvobození Prahy (1976)
- Plavení hříbat (1976)
- Trassa (1979)
- O Honzovi a Barušce (1979)
- Co je doma, to se počítá, pánové... (1980)
- Signum Laudis (1980)
- Zlatá slepice (1980)
- Zralé víno (1981)
- Láska z pasáže (1984)
- Stín kapradiny (1984)
- Akcia Edelstein (1986)
- Copak je to za vojáka… (1987)
- Pravidlá kruhu (1987)
- Černá punčocha (1988)
- Horká kaše (1988)
- Čeleď brouků finančníků (1989)
- Můj přítel d'Artagnan (1989)
- Skřivánčí ticho (1989)
- Divoká svině (1990)
- Tichá bolest (1990)
- Žabí princ (1991)
- Tankový prapor (1991)
- Kačenka a zase ta strašidla (1992)
- Divoké pivo (1995)
- Konto separato (1997)
- Z pekla štěstí (1999)
- Der Lebensborn – Pramen života (2000)
- Početí mého mladšího bratra (2000)
- Mach, Šebestová a kouzelné sluchátko (2001)
- Perníková věž (2002)

## Televize
- 1979 Start (TV seriál) – role: trenér Skála
- 1988 Úraz (TV film) – role: bývalý ženatý přítel Aleny Dušek